# Стенлі Ф. Рід
Стенлі Форман Рід (англ. Stanley Forman Reed; 31 грудня 1884, Мінерва, Кентуккі, США — 2 квітня 1980, Гантінгтон, Нью-Йорк, США) — американський юрист і правознавець, який обіймав посаду судді Верховного суду США з 1938 по 1957 рік. Він також був Генеральним соліситором США з 1935 по 1938 рік.

## Життєпис
Стенлі Форман Рід народився 31 грудня 1884 року в містечку Мінерва в східному Кентуккі в родині протестантів Джона Андерсона Ріда, лікаря, землевласника та президента банку, та Френсіс Форман Рід. Після школи він вступив до Кентуккі-Весліан-Коледжу, де здобув ступінь бакалавра мистецтв. Після коледжу Стенлі вступив до Єльського університету, де також здобув ступень бакалавра мистецтв в 1906 році. Далі він протягом одного року вивчав право в Школі права Вірджинського університету, а потім повернувся до Кентуккі.
В 1908 році Рід одружився з Вініфред Елґін. В тому ж році Рід повернувся до вивчення права, але вже до Колумбійського університету. Однак, він не здобув ступеня: в кінці навчального року він поїхав до Франції, де протягом одного року в Сорбонні вивчав цивільне та міжнародне право як вільний слухач.
Рід повернувся до Мейсвіллу, Кентуккі, в 1910 році. В Кентуккі Рід почав читати право в офісі місцевого юриста та став членом адвокатської колегії Кентуккі. Рід працював із асоціацією тютюнових фермерів, Burley Tobacco Growers Association, спеціалізуючись в правових аспектах кооперації між фермерами. Пізніше Рід починає займатись політичною діяльністю: в 1912 році він стає членом законодавчого органу Кентуккі — Генеральної Асамблеї Кентуккі, і залишався ним до 1916 року. В Генеральній Асамблеї Кентуккі рід працював над законодавством щодо дитячої праці та щодо компенсації працівникам на випадок нещасного випадку на виробництві, що спричинили травми. Крім того, Рід став президентом молодіжної організації «Молоді демократи Кентуккі» та підтримував Вудро Вільсона під час президентських виборів 1916 року.
Під час Першої світової війни в 1918 році Рід мобілізувався до армії в званні лейтенанта розвідувального підрозділу. Звільнившись з армії, в 1919 році Рід повернувся до Кентуккі та почав працювати в юридичній фірмі Worthington, Cochran, Browning and Reed, яка пізніше стала називатись Browning, Reed and Ziegler. Серед найважливіших клієнтів юридичної фірми були залізнична компанія Chesapeake and Ohio Railway та асоціація тютюнових фермерів Burley Tobacco Growers Cooperative Association. Впродовж наступного десятиліття Рід допомагав організувати кооператив тютюнових фермерів, ставши його головним юридичним радником. Зокрема, Рід консультував тютюновий кооператив щодо продажу надлишків урожаю.
Досвід Ріда привернув до нього увагу президентської республіканської адміністрації. В 1929 році колишній президент асоціації тютюнових фермерів порекомендував Ріда на посаду головного юриста Федеральної фермерської ради (англ. Federal Farm Board), створеної за пропозицією президента США Герберта Гувера, щоб подолати створені Великою депресією проблеми в сільському господарстві. В грудні 1929 року Рід став головним юристом Федеральної фермерської ради.
В грудні 1932 року Ріда підвищили, призначивши його на посаду головного юриста Корпорації з фінансування відбудови (англ. Reconstruction Finance Corporation), організації призначеної для боротьби з жорсткою економічною кризою шляхом надання позик банкам, сільськогосподарським та іншим підприємствам. Працюючи в Корпорації з фінансування відбудови, Рід відзначився тим, що погодив, з юридичної точки зору, політику президента Рузвельта, згідно з якою потрібно було зменшити золотий еквівалент долару, щоб підвищити ціни на готові товари. План полягав в тому, щоб скупити золото в приватних компаній, тим самим підвищивши ціну на золото: вважалось, що вищі ціни на золото сприятимуть зменшенню золотого еквівалента долару та підвищенню цін на товари. Правознавець Герман Оліфант, який був радником тодішнього голови Федеральної фермерської ради Генрі Моргентау, написав меморандум, в якому детально пояснив, які виконавчі функції можна використати, щоб скупити золото. Зокрема, Оліфант покладався на закон, прийнятий ще за часів громадянської війни, який дозволяв уряду США скуповувати золото за плинними цінами. Цей закон разом із законом, який створював Корпорацію з фінансування відбудови, відповідно до Оліфанта, давав Рузвельту необхідні для скуповування золота повноваження. Рід схвалив схему, запропоновану Оліфантом. Рузвельт уповноважив Корпорацію з фінансування відбудови закуповувати золото, що видобувалось в США, за цінами, що встановлювались час від часу за порадою Міністра фінансів США та Президента США.
Крім того, в квітні 1933 президент Рузвельт видав Виконавчий указ 6102, який вимагав від американських громадян продати всі золоті монети, злитки та золоті сертифікати протягом місяця за цінами, нижчими за ринкові, інакше їм загрожує штраф у розмірі 10 000 доларів США та/або 10 років ув'язнення. Після цього Конгрес ухвалив резолюцію, яка скасувала всі пункти в приватних і державних контрактах, які передбачали оплату золотом, так звані «золоті положення». Зокрема, резолюція оголошувала незаконним «вимагати оплату золотом або певним типом монет чи валюти, або в сумі доларів США, яка вимірювалась золотом». Таким чином, будь-яке положення приватного чи державного контракту, яке передбачало оплату золотом, анулювалося. Платіж можна було здійснити будь-яким способом, який уряд оголосив законним платіжним засобом, і золото не можна було використовувати навіть як мірило для визначення того, скільки паперових грошей належало б сплатити.
Ці заходи оскаржувались в судовому порядку, і ці справи отримали назву «справ про „золоті положення“» (англ. Gold Clause cases): справа «Перрі проти США» (англ. Perry v. United States), справа «Норц проти США» (англ. Nortz v. United States) та справа «Норман проти Baltimore & Ohio Railroad Co» (англ. Norman v. Baltimore & Ohio Railroad Co). Рід розробив юридичне підґрунтя для захисту урядових заходів, яке отримало назву «доктрини Малоло», оскільки була придумана Рідом та викладена тодішньому Генеральному прокурору США Гомеру Стіллю Каммінґсу на борту пароплава «Малоло», яким Рід та Каммінґс повертались з Гаваїв. «Доктрина Малоло» полягала в тому, що, хоча, скасування «золотих положень» може бути неконституційним, воно не спричинило фінансової шкоди.
Коли судові процесу з приводу примусового продажу золота дійшли до Верховного суду, Рузвельт призначив Ріда спеціальним помічником Генерального прокурора Каммінґса. На цій посаді Рід допоміг успішно захистити позицію уряду США в так званих «справах про „золоті положення“». Перемога уряду США в цих справах означало перемогу монетарної політики Нового курсу Рузвельта. З тих пір між Рідом та Генеральним прокурором Каммінґсом встановились дружні стосунки, що тривали все життя. Каммінґс згодом рекомендував Ріда на посаду Генерального соліситора США — юриста, що представляє уряд у справах, що розглядаються у Верховному суді, а також приймає рішення щодо необхідності апеляцій в справах, що розглядались у федеральних судах нижчих інстанцій.
Ріду запропонували обрати між двох посад: Генерального соліситора США та федерального судді в нижчій інстанції. Він обрав посаду Генерального соліситора. Президент Рузвельт номінував Ріда 18 березня 1935 року. Рід перебував на посаді Генерального соліситора майже три роки. В січні 1938 року суддя Верховного суду Джордж Сазерленд оголосив про свій вихід на пенсію.

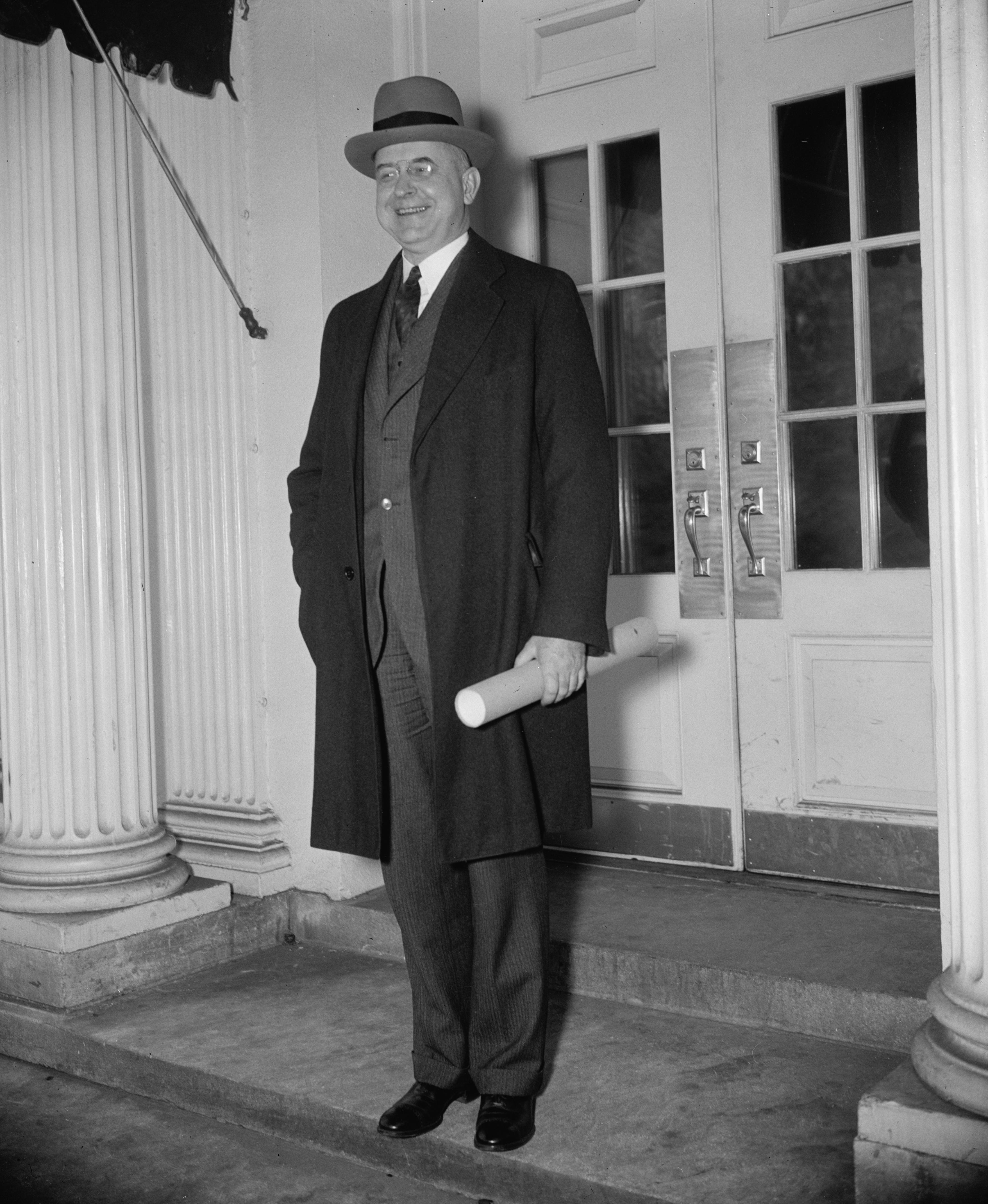
Стенлі Форман Рід в Білому домі після призначення на посаду судді Верховного суду США, 27 січня 1938 року.

15 січня 1938 року президент Рузвельт номінував Ріда на посаду судді Верховного суду. Коли було оголошено про призначення Ріда на посаду судді Верховного суду, Гарлан Ф. Стоун, тодішній Голова Верховного суду США, написав: «Я дуже радий призначенню Ріда. Він чесний, прямий і працьовитий, і я думаю, що він хороший юрист.» 25 січня 1938 року Сенат одностайно погодив кандидатуру Ріда. Крім того, в 1938 році Рід здобув ступінь доктора права в Кентуккі-Весліан-Коледжі, а в 1940 — ступінь доктора права в Колумбійському університеті та Університеті Кентуккі. В 1938-41 роках Рід був головою комісії з покращення державної служби.
Рід перебував на посаді судді Верховного суду 19 років. 31 січня 1957 року Рід оголосив про свою відставку, посилаючись на свій похилий вік: на той момент йому було 72 роки. 25 лютого 1957 року Рід пішов з посади судді Верховного суду. Незабаром після відставки Ріда, президент Ейзенхауер запропонував Ріду очолити новостворену Комісію з громадянських прав. Рід відмовився від посади, вказавши, що його робота в Комісії може знизити повагу до неупередженості федеральної судової влади. У відставці Рід продовжував час від часу виступати в ролі судді: протягом наступного десятиліття він заслухав понад шістдесят справ, будучи тимчасово призначеним суддею Апеляційного суду округу Колумбія та Суду претензій.
Прікєт вважає, що поведінка Ріда протягом його життя після відставки з посади судді Верховного суду є зразком пристойності: на відміну від інших суддів у відставці, він утримувався від критики Верховного суду, а також не намагався впливати на нього. Коли здоров'я Ріда вже не дозволяло йому періодично виконувати суддівські обов'язки, він та його дружина переїхали до Гантінгтона, Нью-Йорк, щоб бути ближче до своїх двох синів-адвокатів та їхніх сімей. Рід помер 2 квітня 1980 року в Гантінгтоні після інсульту.

## Діяльність на посаді Генерального соліситора США
На посаді Генерального соліситора США Рід, представляючи уряд США у Верховному суді, виграв 11 справ з 13. Однак, перебування Ріда на посаді почалось із поразок, болісних для політики Нового курсу президента Рузвельта. Так, в справі «Schechter Poultry Corp. проти США» (англ. Schechter Poultry Corp. v. United States) Верховний суд США постановив, що Закон про відновлення промисловості 1933 року, який був головним елементом політики Нового курсу, був неконституційним. В справі «Виконавець заповіту Гамфрі проти США» (англ. Humphrey's Executor v. United States) Верховний суд вирішив, що в президента не має повноважень звільняти члена Федеральної торгової комісії з причин, недозволених Конгресом. В справі «США проти Батлера» (англ. United States v. Butler) Верховний суд постановив, що встановлення податку на обробку сільськогосподарської продукції, кошти від надходження якого мали використовуватися для виплат фермерам, які зменшили площу оброблюваної землі (відповідно до інструкцій Міністерства сільського господарства), суперечило Конституції США.

Стенлі Форман Рід на посаді Генерального соліситора США, 1937 рік.

Прікєт зазначає, що єдиною важливою перемогою Ріда до 1937 року в сфері політики Нового курсу була справа «Ашвандер проти Теннессі Веллі Ауторіті» (англ. Ashwander v. TVA), в якій оскаржувалось повноваження уряду США в особі федеральної корпорації Теннесі Веллі Ауторіті вести діяльність з вироблення електроенергії. Хоча в цій справі Верховний суд не став розглядати конституційність ведення урядом діяльності в сфері електроенергії, суд вирішив, що в уряду є повноваження розподіляти електроенергію, що вироблялась дамбою, яку збудували на замовлення уряду. Крім того, Верховний суд постановив, що договори між Теннесі Веллі Ауторіті та приватною компанією Alabama Power Company щодо купівлі ліній електропередачі були дійсними. Таке рішення врятувало урядову програму з розбудови долини штату Теннессі.
В наступні роки Рід мав більше успіху в Верховному суді. В декількох справах він успішно аргументував на користь президентських повноважень. В справі «США проти Curtiss-Wright Export Corp»  (англ. United States v. Curtiss-Wright Export Corp) Верховний суд США постановив, що президент США є єдиним органом США в галузі міжнародних відносин і єдиним представником у відносинах з іноземними державами. Також в справі «США проти Белмонта» (англ. United States v. Belmont) Верховний суд ратифікував повноваження президента укладати виконавчі угоди щодо закордонних справ і надав виконавчій владі повноваження надавати дипломатичне визнання іноземним урядам.
Однак цих успішних для президента США рішень було недостатньо для впровадження політики Нового курсу, і Рузвельт вирішив вдатись до суперечливого «плану упаковки суду», за яким президент мав би повноваження призначати до Верховного суду додаткового суддю на кожного діючого суддю Верховного суду, хто досяг 70-річного віку, але не вийшов на пенсію. Планувалось, що таким чином президент зможе призначити до 15-ти суддів. Рід був одним з тих, із ким президент Рузвельт консультувався під час формулювання плану, хоча його роль в цьому не розголошувалась.
Вважається, що загроза такого плану разом із оголошенням про вихід на пенсію судді Вілліса ван Девантера вплинуло на Верховний суд, і він став м'якішим до уряду, коли йшлося про підтвердження повноважень. Так Верховний суд у справі «Національна рада з трудових відносин проти Jones & Laughlin Steel Corp» (англ. National Labor Relations Board v Jones & Laughlin Steel Corporation) постановив конституційність Закону Ваґнера та підтвердив повноваження уряду регулювати відносини між працівниками та менеджментом компаній.

## Діяльність на посаді судді Верховного суду США

### Загальний огляд
Рід перебував на посаді судді Верховного суду США протягом 19-и років. За цей час він написав 339 суддівських думок, з яких 231 — від імені більшості Верховного суду, 20 — окремих думок, та 88 — відмінних думок. З точки зору юридичної філософії Ріда називають економічним лібералом, тобто прибічником «великого уряду», програм соціального захисту та права уряду регулювати економіку. Водночас Ріда називають соціальним консерватором, який часто вставав на бік уряду в справах, в яких йшлося про громадянські права. В останні роки на посаді судді Верховного суду Рід все частіше не погоджувався з рішеннями більшості.
В 1981 році Прікєт писав, що щодо Ріда склався консенсус, що він був доброзичливим, але посереднім суддею. В 1978 році Блауштейн та Мерскі склали рейтинг суддів Верховного суду за критерієм величності, в сенсі визначності. Рейтинг складали на основі відгуків 65 професорів права, деканів юридичних шкіл, професорів історії та політології. В цьому рейтингу Рід потрапив до категорії посередніх суддів.
В 1992 році Лі Епштайн та інші презентували результати свого рейтингу впливу 104-х суддів Верховного суду США. Рейтинг складався за дев'ятьма критеріями: кількість справ, вирішених Верховним судом за час перебування судді на посаді, кількість написаних суддею думок, кількість думок, написаних суддею від імені більшості, кількість важливих думок, написаних суддею від імені більшості, кількість приєднань до думок більшості у важливих справах, кількість написаних суддею окремих думок, що блокували думку більшості, кількість голосувань разом з більшістю за скасування прецеденту, кількість відмінних думок у справах, рішення в яких було пізніше скасовано та кількість книжок та статей, написаних про суддю. В цьому рейтингу Рід обійняв 25-те місце.

### Позиція Ріда з ключових справ

#### Справа «Erie R. Co. проти Томпкінса» (1938 р.)
В справі «Erie R. Co. проти Томпкінса» (англ. Erie R. Co. v. Tompkins) перед Верховним судом постало питання, чи може федеральний суд у винесенні рішення керуватись правилами загального права певного штату. Верховний суд, більшістю у співвідношенні 6 до 2, постановив, що не існує федерального загального права, і що федеральні суди мають застосовувати право штату у спорах, які не містять питань федерального права. Думку більшості в цій справі сформулював Луї Брендайс. Раніше, відповідно до принципів, встановлених в справі «Свіфт проти Тайсона» (англ. Swift v. Tyson), федеральні суди, коли мали справу із спорами між сторонами з різних штатів, могли вільно застосовувати «спільне» право країни, замість загального права штату. Брендайс зазначив, що не існує «спільного» федерального загального права. Він пояснив, що Конгрес, який прийняв закони на підставі яких діють федеральні суди, не має повноважень оголошувати матеріальні норми загального права, що застосовуються в штаті, незалежно від того, чи є вони місцевими за своїм характером чи «спільними». Він також зазначив, що жодне положення в Конституції не має на меті надання таких повноважень, тобто повноваження оголошувати матеріальні норми загального права, федеральним судам. Іншими словами, Брендайс дійшов висновку, що у федеральних судів не має повноваження вирішувати, які матеріальні норми загального права застосовуються в тому чи іншому штаті.
Рід погодився із рішенням більшості, але написав свою окрему думку. Рід погоджувався, що принцип, встановлений в справі «Свіфт проти Тайсона» мав бути скасований, але не погоджувався із шляхом, яким більшість прийшла до цього висновку. Зокрема, він не погоджувався з аргументом про те, що федеральні суди діяли антиконституційно, коли застосовували спільне для США загальне право, якого, як стверджувалось у думці більшості, не існувало. Рід зазначив, що він знаходить сумнівним висновок про те, що Конгрес не має повноважень оголошувати, якими нормами матеріального права мають керуватись федеральні суди. Він вказав на те, що межа між матеріальним та процесуальним правом досить нечітка, але не має сумнівів в тому, що федеральна влада може встановлювати процесуальні норми. Рід підсумовує, що більшості, в її думці слід було зупинитись на постанові, що доктрина «Свіфту проти Тайсона» була помилковою, а не вдаватись до тлумачення Конституції. Прікєт вважає, що таким чином, Рід дорікнув Брендайсу та більшості в порушенні найважливішого неофіційного канону Верховного суду США, який полягає в тому, щоб уникати конституційних питань.

#### Справа «Західно-Вірджинська рада з освіти проти Барнетта» (1943 р.)

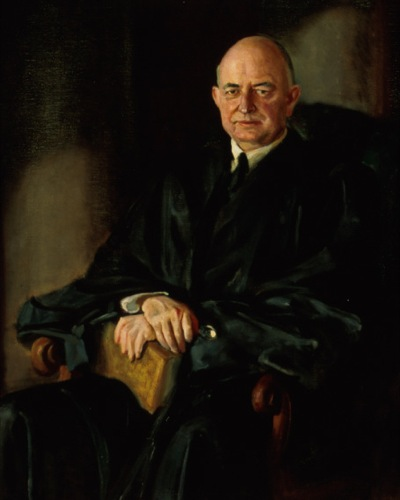
Портрет судді Стенлі Ф. Ріда

В справі «Західно-Вірджинська рада з освіти проти Барнетта» (англ. West Virginia State Board of Education v. Barnette) головним правовим питанням було, чи не порушують штатні закони, які вимагають від учнів віддавати честь прапору США та давати клятву вірності прапору США, конституційне положення про свободу слова, закріплене в Першій поправці до Конституції США. Верховний суд США, більшістю у співвідношенні 6 до 3-х, постановив, що такі штатні закони порушують конституційне положення про свободу слова. Ця справа скасувала прецедент, раніше встановлений в справі «Шкільний округ Майнерсвіль проти Ґобітіса» (англ. Minersville School District v. Gobitis), в якій трьома роками раніше Верховний суд постановив, що штатні закони, які вимагають від учнів віддавати честь прапору США та давати клятву вірності прапору США, не порушували Конституцію США. Рід не погодився із рішенням більшості і зазначив, що на його думку Верховному суду слід було дотримуватись прецеденту, встановленого в «Шкільному окрузі Майнерсвіль проти Ґобітіса».

#### Справа «Сміт проти Олрайта» (1944 р.)
В справі «Сміт проти Олрайта» (англ. Smith v. Allwright) Верховний суд США розглядав питання, чи порушують Конституцію США техаські закони, які дозволяють дискримінацію за кольором шкіри на праймериз політичних партій. Відповідно до резолюції техаської Демократичної партії до праймериз, тобто голосування за кандидатів від партії, допускались лише білі громадяни штату Техас, які відповідно до техаських законів мали право голосувати на виборах. Резолюція була прийнята на з'їзді техаської Демократичної партії. Законодавство Техасу, своєю чергою, дозволяло штатним виконавчим комітетам політичних партій встановлювати критерії щодо права голосу для членів відповідних політичних партій. Верховний суд, у співвідношенні 8 до 1, постановив, що такі техаські закони були неконституційними.
Думку від більшості написав Рід. По-перше, Рід пояснив відношення між законодавством Техасу та резолюцією Демократичної партії, вказавши, що за техаськими законами партія була добровільним об'єднанням громадян. По-друге, він коротко оглянув справу «Ґроуві проти Таунсенда» (англ. Grovey v. Townsend), в якій Верховний суд постановив, що «білі» праймериз, які встановлювались резолюцією, прийнятою на з'їзді Демократичної партії, були конституційними, оскільки, це розглядалось як захід добровільного об'єднання громадян. По-третє, Рід зазначив, що в справі «США проти Класика» (англ. United States v. Classic) Верховний суд постановив, що Конгрес має повноваження регулювати праймериз, якщо вони за законом є невід'ємною частиною виборчого механізму. По-четверте, Рід зазначив, що в силу рішення «США проти Класика» праймериз розглядаються як частина загального виборчого процесу, а отже, застосовуються положення Конституції США, що забороняють дискримінацію виборчих прав на підставі кольору шкіри. Далі Рід став детально розглядати виборчий процес в Техасі, і дійшов наступних висновків: праймериз проводяться партією на підставі законів, прийнятих в штаті; оскільки, обрання кандидатів через праймериз на загальні вибори регулюється законодавством штату, партія має розглядатись як агент штату, а отже дія партії в галузі виборчого процесу є діями штату. Він зазначив, що коли привілей членства в партії також є основною умовою для голосування на праймериз для відбору кандидатів на загальні вибори, дії партії стають діями штату. П'ятнадцята поправка до Конституції США, своєю чергою, забороняє штату обмежувати виборчі права на підставі раси та кольору шкіри.

#### Справа «Морган проти Вірджинії» (1946 р.)
В справі «Морган проти Вірджинії» (англ. Morgan v. Virginia) Верховний суд розглядав питання про конституційність закону штату Вірджинія, який вимагав від усіх перевізників пасажирських автотранспортних засобів, як внутрішньоштатних, так і міжштатних, розподіляти без дискримінації білих і кольорових пасажирів у своїх автобусах так, щоб суміжні місця не були зайняті особами різних рас одночасно. Верховний суд, у співвідношенні 7 до 1, постановив, що такий вірджинський закон був антиконституційним. Думку від більшості написав Рід.
В своїй думці Рід розвинув ідею про те, як визначати межі влади штатів. Він зробив спостереження, що неможна встановити точний допустимий рівень обмеження влади штату. Далі Рід вказав на існування визнаного абстрактного принципу, згідно з яким законодавство штату є недійсним, якщо воно надмірно обтяжує комерційну діяльність між штатами в питаннях, де необхідна уніфікованість — необхідна в конституційному сенсі користі для досягнення дозволеної мети. Рід зазначив, що, якщо уніфікованість є важливою для функціонування комерційної діяльності, то штат не може втручатися шляхом запровадження місцевого регулювання. Надалі, Рід робить спостереження, що пасажири в міжштатному сполученні, які подорожують автобусами між північчю та півднем або сходом та заходом, можуть проїжджати через Вірджинію на прохідних лініях вдень або вночі. Він писав, що великі автобуси наближаються до комфорту пульманівcьких вагонів і мають зручні для відпочинку місця. Під час таких міжштатних поїздок, зазначив Рід, дотримання вимог щодо пересадки завдавало б клопоту. Він також зазначив, що в той час коли 18 штатів забороняють расову сегрегацію в громадському транспорті, 6 штатів – вимагають таку сегрегацію.  Рід спостерігає, що давно визнаним є те, що штати втручаються у міжштатну комерцію шляхом запровадження расового регулювання на транспорті. Він зауважив, що таке втручання перешкоджає свободі вибору у виборі пристосувань. Зрештою, Рід дійшов висновку, що вимоги вірджинського законодавства щодо сегрегації в транспорті надмірно обтяжують комерційну діяльність між штатами, а відтак, є недійсними відповідно до зазначеного раніше абстрактного принципу.

#### Справа «Адамсон проти Каліфорнії» (1947 р.)
В справі «Адамсон проти Каліфорнії» (англ. Adamson v. California) Верховний суд розглядав питання конституційності каліфорнійських законів, які дозволяли суду та захиснику коментувати нездатність обвинуваченого пояснити або заперечувати докази проти нього, а також суду та присяжним брати до уваги відсутність пояснень або заперечень з боку обвинуваченого щодо доказів проти нього. Якби це був федеральний закон, то він, ймовірно, порушував би П'яту поправку до Конституції США, яка забороняє примушувати свідчити проти себе. Питання було в тому, чи розповсюджується П'ята поправка на закони штатів. Верховний суд, у співвідношенні 5 до 4, постановив, що П'ята поправка не розповсюджувалась на каліфорнійські закони, а отже ці закони не порушували Конституцію США. Думку від імені більшості написав Рід.
Рід вказав на те, що положення П'ятої поправки, відповідно до якого забороняється примушувати особу свідчити проти себе, не може бути застосовано проти штату на підставі Чотирнадцятої поправки до Конституції США, яка забороняє, зокрема, штатам застосовувати закони, які обмежують привілеї та імунітети громадян США, а також забороняє позбавлення волі без належної правової процедури. По-перше Рід зазначив, що Білль про права, частиною якого і є П'ята поправка, приймався з метою захисту осіб від федерального уряду, а не від урядів штатів, і таким чином його положення не застосовувались до подібних заходів з боку штатів. По-друге, він зазначив, що заборона позбавлення волі без належної правової процедури, що міститься в Чотирнадцятій поправці, не розповсюджується на всі права, зазначені в Біллі про права, і, зокрема, не розповсюджується на право обвинуваченого не свідчити проти себе.

#### Справа «Макколам проти Ради з освіти» (1948 р.)
В справі «Макколам проти Ради з освіти» (англ. McCollum v. Board of Education) Верховний суд розглядав питання конституційності релігійного навчання у час, вивільнений з інших предметів, в іллінойських державних школах, що фінансуються за рахунок податків жителів штату. В Іллінойсі релігійним вчителям, найнятим приватними релігійними групами, було дозволено приходити щотижня в шкільні заклади в звичайні години роботи, виділені для світського викладання, і там протягом тридцяти хвилин, вивільнених із звичайних світських уроків, здійснювати викладання релігії.
Суд, у співвідношенні 8 до 1, постановив, що таке релігійне навчання суперечило Конституції, а саме, Першій поправці до Конституції США, яка забороняє Конгресу США впроваджувати будь-яку релігію. Верховний суд вказав, що Перша поправка застосовується і до штатів в силу Чотирнадцятої поправки до Конституції США, яка забороняє штатам застосовувати закони, які обмежують привілеї та імунітети громадян США.
Рід був єдиним суддею, хто не погодився із рішенням більшості та написав свою відмінну думку. Рід вказав, що більшість вдалась до занадто широкого тлумачення Першої поправки. Він стверджував, що автори Першої поправки, встановлюючи заборону Конгресу США впроваджувати будь-яку релігію, не прагнули забороняти релігійне навчання в державних школах, в тому обсязі і в той спосіб, що відбувався в Іллінойсі.

### Участь у справі Елджера Гісса
Коли Рід був Генеральним соліситором США, одним із його помічників був Елджер Гісс, якого в 1948 році звинувачували у шпигунстві на користь СРСР. В 1949 році Ріда, а також іншого суддю Верховного суду, Фелікса Франкфуртера, викликали свідками щодо репутації Гісса. Рід спочатку відмовлявся від ролі свідка, вважаючи, що судді Верховного суду не личить брати участь в судовому розслідуванні в першій інстанції. Однак, все ж таки, коли був виданий судовий наказ про виклик його свідком, він виступив свідком, вважаючи, що як і кожен громадянин він має виявити повагу до суду. На суді Гісса Рід зазначив, що ніколи не чув, щоб хтось сумнівався у порядності, вірності та правдивості Гісса.  

## Номінації та нагороди
В 1938 році Рід був нагороджений Єльським кубком, який щорічно присуджувався видатним випускникам Єльського університету. Крім того, Рід отримав почесні ступені Кентуккі-Весліан Коледжу, Єльського університету, Колумбійського університету, Університету Кентуккі та Університету Луїсвіля.

## Особисте життя
Дружина Ріда, Вініфред Елґін, пережила Ріда на 7 років та померла в 1987 році у віці 99-и років. В Рідів була два сини: Джон А. Рід (народився в 1911 році) та Стенлі Форман Рід-молодший (народився в 1914 році). Обидва сини були юристами.

## Вибрані статті Ріда
- «Прецедент та конституційне право» (англ. Stare Decisis and Constitutional Law), 1938 – у журналі Pennsylvania Bar Association Quarterly
- «Наша конституційна філософія: стосовно значення судового нагляду в еволюції американської демократії» (англ. Our constitutional philosophy: Concerning the Significance of Judicial Review in the Evolution of American Democracy), 1957 – в журнале Kentucky State Bar Journal
- «Спостереження щодо впливу тлумачення Конституції на американське життя» (англ. Observations on the Effect of Constitutional Interpretation on American Life), 1959 – в журналі Case Western Reserve Law Review

## Вшанування пам'яті
В Мейсвіллі, Кентуккі, на будівлі суду встановлена меморіальна дошка на честь Ріда, а також на його честь названа одна з вулиць Мейсвілла. Один з проектів усної історії Центру усної історії ім. Луї Б. Нанна присвячений Ріду: проект містить записи інтерв'ю із синами та деякими колегами Ріда.

## В популярній культурі
В американському мінісеріалі «Окремі, але рівні» (англ. Separate But Equal) 1991 року Ріда зіграв актор Марк Гаммер.
В телефільмі каналу PBS «Проста справедливість» (англ. Simple Justice) 1993 року  Ріда зіграв актор Норман Шор.